# Jagtriffelpatron
Riffelpatroner (og pistol/revolver) kan lades op igen efter afskydning ("genladning" i daglig tale). Udstyr til privat genladning af jagt- og konkurrenceammunition kan købes af private. Det kræver dog et lovbefalet kursus samt bevis herfor at få tilladelse til at genlade ammunition samt at indkøbe komponenterne (krudt, fænghætter, projektiler mv.).
Det eneste, som genanvendes, er naturligt nok patronhylsteret. Et patronhylster kan genanvendes adskillige gange afhængig af behandlingen, og hvor "hårde" krudtladninger man anvender. Når hylsteret bliver kalibreret (presset tilbage til sin oprindelige form) under ladeprocessen, bliver hylsteret en smule længere hver gang. Det betyder, at godstykkelsen på messinghylsteret også bliver mindre. Det resulterer til sidst i, at hylsteret revner under afskydningen. Det er ikke farligt, men hylsteret må nu kasseres.
Projektilerne er vidt forskellige i både vægt,  konstruktion og materiale i de mange forskellige kalibre. Der anvendes i dag udelukkende såkaldt røgsvagt krudt, som produceres med mange forskellige forbrændingshastigheder (det er fatalt at forveksle de forskellige krudtsorter med hinanden, hvilket kan resultere i våbensprængning mv.!). 
Fænghætterne er også forskellige i både størrelse og "tændingskraft".